# 배신자 (1974년 영화)
《배신자》(A betrayer)는 한국에서 제작된 이두용 감독의 1974년 영화이다. 한용철 등이 주연으로 출연하였고 곽정환 등이 제작에 참여하였다.

## 출연

### 주연
- 한용철
- 배순천
- 김문주

### 조연
- 조춘